# 貞永
貞永（1232年四月二日至1233年四月十五日）是日本的年號之一。這個時代的天皇是後堀河天皇與四條天皇，由後堀河上皇實施院政。鎌倉幕府征夷大將軍為藤原賴經、執權為北條泰時。

## 改元
- 寬喜四年四月二日（1232年4月23日）改元貞永
- 貞永二年四月十五日（1233年5月25日）改元天福

## 出處
- 《易經》

## 紀年、西曆、干支對照表
| 貞永       | 元年   | 二年   |
| 儒略曆日期 | 1232年 | 1233年 |
| 干支       | 壬辰   | 癸巳   |